# 1017

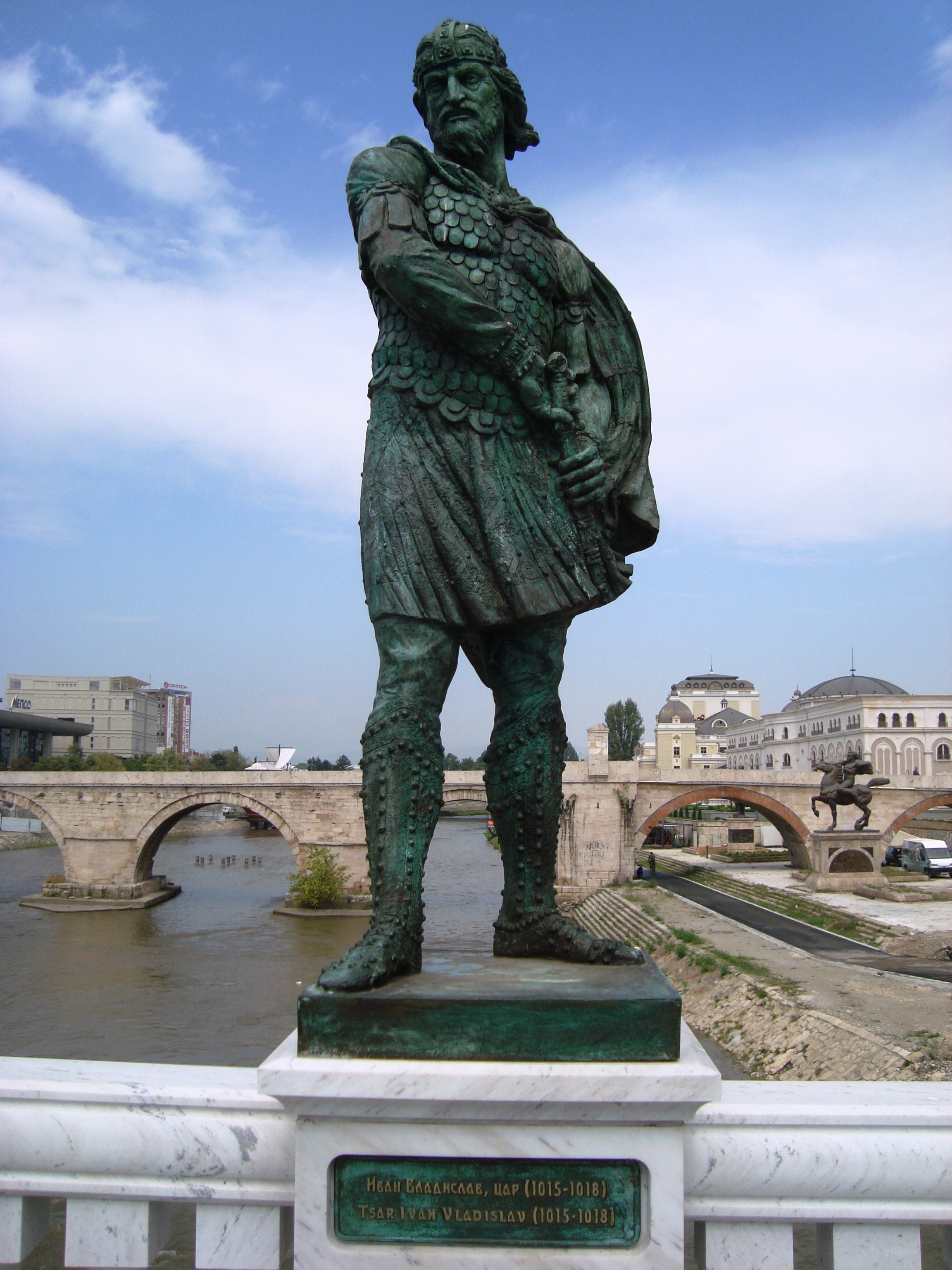
Tsaar Ivan Vladislav (ca. 965 - 1018)

Het jaar 1017 is het 17e jaar in de 11e eeuw volgens de christelijke jaartelling.

## Gebeurtenissen

### Byzantijnse Rijk
- Voorjaar - Keizer Basileios II ("de Bulgarendoder") marcheert met een Byzantijns expeditieleger naar het Bulgaarse bolwerk Kastoria. Terwijl hij de stad belegert, wordt Basileios door spionnen op de hoogte gebracht van een Bulgaarse poging om een bondgenootschap te sluiten met de Petsjenegen. Hij breekt de belegering bij Kastoria af en geeft orders om enkele vestingbolwerken zoals Berea te versterken. Basileios trekt noordwaarts om de Bulgaarse strijdkrachten onder bevel van tsaar Ivan Vladislav te onderscheppen voordat ze zich kunnen aansluiten bij de Petsjenegen. Voordat Basileios de rivier de Donau bereikt, krijgt hij te horen dat de poging tot coalitievorming met de Petsjenegen is mislukt. Ze zijn niet bereid een oorlog te riskeren en worden omgekocht door de Byzantijnen. Ondertussen maakt Basileios plannen om Bulgaarse vestingsteden aan te vallen.[1]

### Europa
- Zomer - Melus van Bari, een Lombardische edelman, komt in opstand tegen de Byzantijnse overheersing in Zuid-Italië. Hij wordt gesteund door Normandische huurlingen (ongeveer 200 man) uit Capua – die verbannen zijn uit Normandië. Melus valt Apulië binnen en overrompeld de Byzantijnse garnizoenen. Hij verslaat een Byzantijns leger bij Trani en verwoest hierbij door plunderingen het gebied in het Byzantijnse katapanaat Italië.[2]
- Koning Robert II ("de Vrome") laat zijn 10-jarige zoon Hugo II tot medekoning van Frankrijk kronen. De tweede zoon van Robert, de 9-jarige Hendrik wordt benoemd tot hertog, gezien zijn jeugdige leeftijd regeert Robert zelfstandig over het hertogdom Bourgondië. De oudste zoon, de 11-jarige Robert wordt (door onbekende redenen) door zijn vader niet aangewezen als troonopvolger.[3]
- Winter - Basileios II ("de Bulgarendoder") stuurt Byzantijnse versterkingen (waaronder een contingent van de elite Varangiaanse garde) vanuit Constantinopel naar generaal Basileios Boioannes. Hij moet met een nieuw gevormd leger de opstand van Melus van Bari en zijn Normandische huurlingen onder leiding van Gilbert Buatère in Zuid-Italië onderdrukken.[2]

### Engeland
- 6 januari - De 27-jarige Knoet II ("de Grote") wordt in Londen tot koning van Engeland gekroond. In juli trouwt hij met Emma van Normandië, de weduwe van Ethelred II ("de Onberadene") – waarmee hij de banden met Normandië veiligstelt. Emma is zes jaar ouder dan Knoet en heeft goede connecties met de Engelse edelen. Daarnaast is Emma de zus van Richard II ("de Goede"), hertog van Normandië, en kan zij Knoets koninkrijk beschermen tegen invallen van de Noormannen. Om haar familie veilig te stellen, eist Emma in ruil voor de alliantie dat haar oudste zoon Eduard de Belijder de troonopvolger wordt. Knoet verdeelt zijn koninkrijk in vier graafschappen: Wessex, Mercia, East Anglia en Northumbria.[4]
- Winter - Knoet II ("de Grote") betaalt zijn krijgers die hem met hun wapensteun aan de troon hebben geholpen. Hij betaalt hen ruim 82.000 pond aan zilver – meer dan Engeland ooit eerder aan Danegeld heeft betaald aan zijn oorlogszuchtige buren. Knoet houdt ongeveer 40 Vikingschepen en 2.000 elite krijgers (berserkers) als zijn persoonlijke lijfwacht.[5]

### Religie
- De Dom van Utrecht wordt door een brand verwoest. Bisschop Adelbold II laat de kerk herbouwen, dit geeft hem erkenning als de bouwheer van de Dom van Adelbold.[6]
- Eerste schriftelijke vermeldingen van de steden Brest en Olomouc (aangeduid als een koninklijke stad van Moravië).

## Geboren
- 28 oktober - Hendrik III ("de Vrome"), Duits keizer (overleden 1056)
- Bermudo III (Vermudo), koning van León (overleden 1037)
- Ramanuja, Indiaas monnik en filosoof (overleden 1037)

## Overleden
- 5 februari - Sancho I, graaf van Castilië (r. 995 - 1017)
- 5 juni - Sanjo (41), keizer van Japan (r. 1011 - 1016)[7]
- 8 september - Hendrik van Schweinfurt, Duits edelman
- Judith van Bretagne (Rennes), Normandisch edelvrouw
- Raymond Borrell, graaf van Barcelona (r. 992 - 1017)
- Reinoud van Vendôme, Frans edelman en bisschop